# Distrito de Panjakent
Panjakent (en tayiko: Ноҳияи Панҷакент) es un distrito de Tayikistán, en la provincia de Sughd. 
Comprende una superficie de 3671 km².
El centro administrativo es la ciudad de Panjakent.

## Demografía
Según estimación 2009 contaba con una población total de 230 400 habitantes.

## Otros datos
El código ISO es TJ.SU.MA, el código postal 735500 y el prefijo telefónico +992 3445.